# Акшиманський сільський округ
Акшима́нський сільський округ (каз. Ақшиман ауылдық округі, рос. Акшиманский сельский округ) — адміністративна одиниця у складі Майського району Павлодарської області Казахстану. Адміністративний центр та єдиний населений пункт — село Жана-Акшиман.
Населення — 309 осіб (2021; 476 у 2009, 806 у 1999, 1440 у 1989).
Станом на 1989 рік існувала Акшиманська сільська рада (села Акшиман, Жана-Акшиман, Жанабаз, Калмаккирган, Карашенгель, Розвідка). Села Акшиман, Жанабаз, Калмаккирган, Карашенгел, Розвідка були ліквідовані 2004 року.

## Склад
До складу округу входять такі населені пункти:
| Населений пункт    | Старі назви | Населення, осіб (1989) | Населення, осіб (1999) | Населення, осіб (2009) | Населення, осіб (2021) |
| ------------------ | ----------- | ---------------------- | ---------------------- | ---------------------- | ---------------------- |
| Акшиман, село      | -           | 73                     | -                      | -                      | -                      |
| Жана-Акшиман, село | -           | 1198                   | 696                    | 476                    | 309                    |
| Жанабаз, село      | -           | 9                      | 50                     | -                      | -                      |
| Калмаккирган, село | -           | 69                     | -                      | -                      | -                      |
| Карашенгел, село   | Карашенгель | 70                     | 24                     | -                      | -                      |
| Розвідка, село     | -           | 21                     | 36                     | -                      | -                      |